# Marina Neïolova
Marina Mstislavovna Neïolova (en russe : Марина Мстиславовна Неёлова), née le 8 janvier 1947 à Léningrad (Union soviétique), est une actrice soviétique puis russe.

## Biographie
Neïolova est née 8 janvier 1947 à Léningrad. En 1965, elle est entrée à l'Institut théâtral de Leningrad pour terminer en  1969. Dès 1971, elle vit à Moscou. De 1974 à nos jours, elle est actrice au Théâtre Sovremennik. Sur cette scène, elle a joué plus de 30 rôles dans les pièces de Tchekov, Shakespeare, Gogol, Williams et les autres. Au cinéma, elle a travaillé avec des réalisateurs comme Nikita Mikhalkov, Gueorgui Danielia, Eldar Riazanov, Vadim Abdrachitov (plus de 40 films). Neïolova  a reçu beaucoup de prix pour ses rôles au théâtre et au cinéma.

## Filmographie partielle
Cinéma
- 1968 : Un vieux, très vieux conte (Старая, старая сказка) de Nadejda Kocheverova : princesse/fille d'aubergiste
- 1971 : L'Ombre (film, 1971) (Тень) : de Nadejda Kocheverova : Annunziata
- 1972 : Un monologue (Монолог) d'Ilya Averbakh (en) : Nina
- 1976 : Parole à la défense (Слово для защиты) de Vadim Abdrachitov : Valentina
- 1979 : Le Marathon d'automne (Осенний марафон) de Gueorgui Danielia : Alla
- 1988 : Chère Elena Sergueïevna (Дорогая Елена Сергеевна) d'Eldar Riazanov : Elena Sergueïevna
- 1988 : Erreurs de jeunesse (Ошибки юности) de Boris Frumin : Polina
- 1998 : Le Barbier de Sibérie (Сибирский цирюльник) de Nikita Mikhalkov : mère d'André Tolstoï
- 2017 : La Carpe dégivrée (ru) (Карп отмороженный) de Vladimir Kott (ru) : Elena Mikhaïlovna

Télévision
- 2002 : Azazel (Азазель) téléfilm d'Aleksandr Adabachyan : Lady Esther

Doublage
- 1969 : Demain, le trois avril... (ru) (Завтра, третьего апреля) d'Igor Maslennikov : Ariadna Nikolaevna (VO : Eneken Axel)
- 1981 : Alice au pays des merveilles (Алиса в стране чудес) film d'animation d'Efrem Proujanski (ru) : Alice
- 2010 : Alice au pays des merveilles de Tim Burton : Mallymkun (VO : Barbara Windsor)

## Décorations et récompenses
- 1996 : Ordre de l'Amitié
- 2000 : Prix «Triomphe»
- 2001 : Prix d'État de la fédération de Russie
- 2006 : Ordre du Mérite pour la Patrie
- 2012 :  Ordre de l'Honneur (Russie)
- 2017 : 25e édition du Festival du cinéma russe à Honfleur : meilleur rôle féminin pour son rôle dans La Carpe dégivrée (ru) de Vladimir Kott (ru)